# Wards Island
Wards Island è un'isola situata sull'East River a New York. Amministrativamente fa parte del borough di Manhattan. L'isola è raggiunta dalla ferrovia del borough di Queens attraverso il ponte Hell Gate Bridge ed è unito a Randall's Island a nord dalla discarica. Le due isole sono entrambe gestite dal Randall's Island Sports Foundation nell'ambito di un accordo di partnership con l'associazione New York City Department of Parks and Recreation. Insieme, le due isole formano l'area di censimento 240 della città di New York, comprendente una popolazione totale di 1.386 abitanti su un terreno di 2.2 km², secondo il censimento degli Stati Uniti del 2000.
L'isola è sede di numerose strutture pubbliche, tra cui Manhattan Psychiatric Center, Kirby Forensic Psychiatric Center (in cui vengono tenuti i criminali con problemi psichiatrici), ed il New York City Department of Environmental Protection. È anche sede del parco Wards Island Park.